# Klakksalda
Klakksalda är ett berg i republiken Island. Det ligger i regionen Suðurland, 130 km öster om huvudstaden Reykjavík. Toppen på Klakksalda är 839 meter över havet.
Trakten runt Klakksalda är nära nog obefolkad, med mindre än två invånare per kvadratkilometer. Det finns inga samhällen i närheten. Trakten runt Klakksalda består i huvudsak av gräsmarker.